# Sjöstedt-bülbül
A Sjöstedt-bülbül (Baeopogon clamans) a verébalakúak (Passeriformes) rendjébe, ezen belül a bülbülfélék (Pycnonotidae) családjába és a Baeopogon nembe tartozó faj. 19 centiméter hosszú. Angola, Egyenlítői-Guinea, Gabon, Kamerun, a Kongói Demokratikus Köztársaság, a Kongói Köztársaság ésNigéria alacsonyan fekvő nedves erdőiben él. Gyümölcsökkel és rovarokkal táplálkozik.

## Fordítás
- Ez a szócikk részben vagy egészben  a   Sjöstedt's greenbul című angol Wikipédia-szócikk fordításán alapul.  Az eredeti cikk szerkesztőit annak laptörténete sorolja fel. Ez a jelzés csupán a megfogalmazás eredetét és a szerzői jogokat jelzi, nem szolgál a cikkben szereplő információk forrásmegjelöléseként.